# Östmark
Östmark è un'area urbana della Svezia situata nel comune di Torsby, contea di Värmland.
La popolazione rilevata nel censimento 2010 era di 216 abitanti.